# Nashville (filme)
Nashville é um filme estadunidense de 1975 do gênero drama musical, dirigido por Robert Altman. O filme se baseia, com um certo clima de sátira, no ambiente empresarial da música country e gospel existente em Nashville, Tennessee, combinado com uma campanha política para a presidência dos Estados Unidos. O enredo do filme entrelaça múltiplas histórias que convergem no climax final que ocorre no Partenon daquela cidade (uma réplica do Partenon original ateniense). Com muitos números musicais, a canção-tema do filme, "It Don't Worry Me", ouvida esporadicamente durante o desenrolar da história, é cantada no final.
O filme reúne um elenco numeroso e algumas participações especiais. A campanha política de Hal Phillip Walker foi desenvolvida pelo ator-roteirista Thomas Hal Phillips.

## Produção

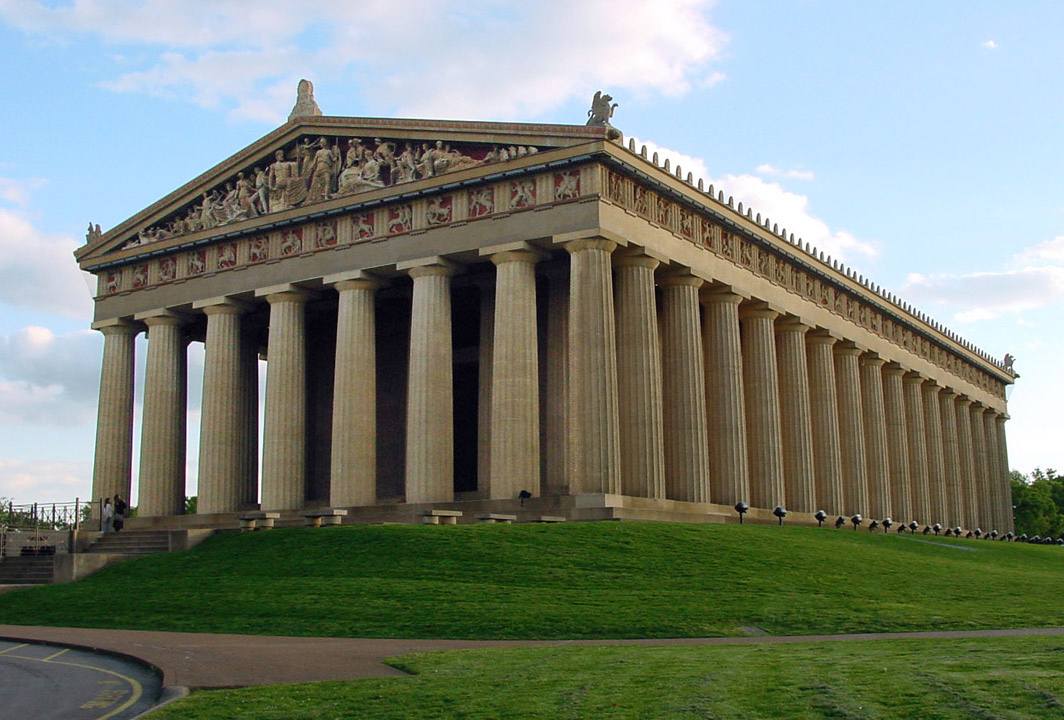
O Parthenon de Nashville.

O roteiro foi escrito por Joan Tewkesbury mas como em vários filmes do diretor Altman, a improvisação aparece sempre no processo de filmagem.
Filmado em Nashville no verão de 1974, Altman conseguiu material para quatro horas de exibição. O diretor assistente Alan Rudolph sugeriu que fosse lançada uma versão expandida, mostrada em duas partes que se chamariam "Nashville Red" e "Nashville Blue" mas o filme permanece da forma que foi lançado originalmente.
Após o sucesso da crítica, o canal ABC se interessou em exibir uma mini-série de dez horas no total, mas essa ideia também não se concretizou

## Elenco e personagens
- David Arkin ... o motorista amigável que quer ser celebridade.
- Richard Baskin ... Frog, o jovem despedido em uma sessão de gravação.
- Barbara Baxley ... Lady Pearl, a companheira de Haven Hamilton, que administra os eventos noturnos de um clube da cidade. Frequentemente menciona John e Bobby Kennedy. Ela é católica.
- Ned Beatty ... Delbert "Del" Reese, advogado de Haven Hamilton, o organizador local da campanha política de Hal Philip Walker.
- Karen Black ... Connie White, uma cantora country que substitui Barbara Jean no Grand Ole Opry.
- Ronee Blakley ... Barbara Jean, mentalmente instável, sofre um colapso ao chegar no aeroporto. Baseada em Loretta Lynn;
- Timothy Brown ... Tommy Brown, um cantor afro-americano que se apresenta no Grand Ole Opry. Baseado em Charley Pride;
- Keith Carradine ... Tom Frank, participa do trio de folk rock Bill, Mary e Tom, que quer começar uma carreira solo. Ele persegue Linnea Reese enquanto mantêm casos com Mary e Opal. Acredita-se que foi inspirado em Kris Kristofferson;
- Geraldine Chaplin ... Opal, uma invasiva repórter da BBC.
- Robert DoQui ... Wade Cooley, cozinheiro no restaurante do aeroporto e parceiro de trabalho de Sueleen Gay.
- Shelley Duvall ... Martha, que visita sua tia doente. Ela prefere ser chamada de L.A. Joan
- Allen Garfield ... Barnett, marido e empresário controlador de Barbara Jean.
- Henry Gibson ... Haven Hamilton, o cantor superstar do Grand Ole Opry e um poderoso empresário local. O personagem é um composição inspirada em Roy Acuff, Hank Snow e Porter Wagoner;
- Scott Glenn ...  Glenn Kelly, um veterano da Guerra do Vietnã que vai até a cidade para visitar Barbara Jean.
- Jeff Goldblum ... o Homem do Triciclo, uma figura silenciosa que ronda pela cidade
- Barbara Harris ... Winifred, uma cantora e compositora aspirante que deixa seu marido.
- David Hayward ... Kenny Frasier, um estranho solitário que aluga um quarto na casa do senhor Green.
- Merle Kilgore ... Trout, proprietário de um clube noturno que engana Sueleen Gay.
- Michael Murphy ... John Triplette, organizador da campanha nacional de Hal Philip Walker para presidente.
- Allan F. Nicholls ... Bill, membro do trio folk, Bill, Mary e Tom. Casado com Mary.
- Dave Peel ... Bud Hamilton, o filho de Haven Hamilton, que ajuda seu pai nos negócios.
- Cristina Raines ...  Mary do trio folk, Bill, Mary e Tom, casada com Bill e com um caso com Tom Franks.
- Bert Remsen ... Star.
- Lily Tomlin ... Linnea Reese, uma cantora gospel, esposa de Delbert Reese e mãe amorosa de duas crianças, assediada por Tom Frank.
- Gwen Welles ... Sueleen Gay, garçonete do aeroporto e cantora aspirante. Forçada a um striptease.
- Keenan Wynn ... Sr. Green, o tio de Martha, com a esposa doente no Hospital Vanderbilt, no mesmo andar de Barbara Jean. Aluga um quarto para Kenny.

### Participações especiais (como eles mesmos)
- Elliott Gould
- Julie Christie
- Howard K. Smith.

### Premiação
- Venceu o Oscar como Melhor Canção Original. Indicado para melhor atriz coadjuvante (Ronee Blakley e Lily Tomlin), melhor diretor (Robert Altman), melhor filme
- Venceu o Globo de Ouro para Melhor Canção Original (Keith Carradine, com "I'm Easy").
- Venceu o BAFTA como Melhor Trilha Sonora.
- Outros prêmios: melhor diretor do Festival de Cartagena, dos críticos de Kansas City, do National Board of Review Award; National Society of Film Critics Award e do Críticos de Nova Iorque.

## Trilha sonora
Atores e atrizes do filme compuseram canções que eles próprios ou outros cantaram em cena. Ronee Blakley contribuiu com várias composições, incluindo a interpretada por Timothy Brown. Karen Black escreveu a canção que ela cantou como Connie White. Keith Carradine escreveu "I'm Easy", que foi premiada com o Oscar e o Globo de Ouro. Carradine também compôs "It Don't Worry Me".
Richard Baskin compôs as canções de Henry Gibson. Vários músicos dos estúdios de Nashville participaram do filme e das gravações musicais, como Vassar Clements e o guitarrista Harold Bradley.

### Lista de canções
1. "It Don't Worry Me" (Keith Carradine) – 2:47
2. "Bluebird" (de Ronee Blakley e cantada por Timothy Brown) – 3:35
3. "For The Sake Of The Children" (de Richard Baskin e cantada por Henry Gibson) – 3:18
4. "Keep A-Goin'" (de Richard Baskin cantada por Henry Gibson) – 2:49
5. "Memphis" (Karen Black) – 2:07
6. "Rolling Stone" (Karen Black) – 3:57
7. "200 Years" (Richard Baskin e Henry Gibson, cantada por este último) – 3:04
8. "Tapedeck in His Tractor" (Ronee Blakley) – 2:20
9. "Dues" (Ronee Blakley) – 3:40
10. "I'm Easy" (Keith Carradine) – 3:02
11. "One, I Love You" (Richard Baskin, cantada por Henry Gibson e Ronee Blakley)– 2:37
12. "My Idaho Home" (Ronee Blakley) – 3:06
13. "It Don't Worry Me (Reprise)" (cantada por Barbara Harris) – 3:57

### Outras canções
Muitas canções ouvidas no filme, mas que não estão no disco da trilha sonora:
- "Yes, I Do" (Richard Baskin e Lily Tomlin, cantada por essa última)
- "Down to the River" (Ronee Blakley)
- "Let Me Be the One" (Richard Baskin e cantada por Gwen Welles)
- "Sing a Song" (Joe Raposo)
- "The Heart of a Gentle Woman" (Dave Peel)
- "The Day I Looked Jesus in the Eye"(Richard Baskin e Robert Altman
- "I Don't Know If I Found It in You" (Karen Black)
- "Swing Low, Sweet Chariot", folclore
- "Honey" (Keith Carradine)
- "I Never Get Enough" (Richard Baskin e Ben Raleigh; cantada por Gwen Welles)
- "Rose's Cafe" (Allan F. Nicholls)
- "Old Man Mississippi" (Juan Grizzle)
- "My Baby's Cookin' in Another Man's Pan" (Jonnie Barnett)
- "Since You've Gone" (Gary Busey, cantada por Allan F. Nicholls, Cristina Raines e Keith Carradine)
- "Trouble in the U.S.A." (Arlene Barnett)